# Skupina čtyř jilmů v Troji
Skupina čtyř jilmů v Troji jsou bývalé památné stromy s lokací poblíž plavebního kanálu u zatravněného hřiště TJ Sokol Troja a Vodácké základny Troja, Vodácká 804/14.

## Parametry stromu
- Výška (m): 16–20
- Obvod (cm): 236–310
- Ochranné pásmo: vyhlášené – kruh o poloměru 11 m, 11 m, 9 m, 8 m
- Datum prvního vyhlášení: 15.10.2001
- Datum zrušení: 13.06.2003
- Odhadované stáří: 140 let[1][2]

## Popis
Při řízení, které probíhalo roku 2003 ohledně odebrání statusu „památný strom“ bylo zjištěno, že se jedná o jilmy habrolisté (Ulmus carpinifolia Gleditsch) a nikoli o jilm vaz (Ulmus laevis Pallas).

## Historie
Jilmy byly vysazeny ve dvou skupinách po dvou exemplářích - jedna skupina rostla na východní straně provozní budovy vodácké základny Troja, druhá skupina na východní straně zatravněného hřiště TJ Sokol Troja. Jeden ze stromů u provozní budovy odumřel po povodni v průběhu druhé poloviny roku 2002. Velkou část populace jilmů postihlo tracheomykózní onemocnění způsobené houbou Ceratocystis ulmi. Protože mohly onemocnět i tyto chráněné jilmy, rozhodlo se roku 2003 o zrušení památkové ochrany a o průběžném sledování jejich zdravotního stavu.